# Sienno
Sienno è un comune rurale polacco del distretto di Lipsko, nel voivodato della Masovia.
Ricopre una superficie di 147,15 km² e nel 2004 contava 6 432 abitanti.